# Wadim Trapieznikow
Wadim Aleksandrowicz Trapieznikow (ros. Вадим Александрович Трапезников, ur. 15 listopada?/28 listopada 1905 w Moskwie, zm. 15 sierpnia 1994 tamże) – radziecki uczony w dziedzinie elektrotechniki i automatyki.

## Życiorys
Urodził się w rodzinie inteligenckiej. Uczył się w moskiewskim gimnazjum nr 1, po rewolucji październikowej i wybuchu wojny domowej przerwał naukę, w wieku 13 lat zaczął pracować jako laborant. W 1921 rozpoczął studia na Moskiewskim Uniwersytecie Państwowym, w 1923 przeniósł się na Wydział Elektromechaniczny Moskiewskiej Wyższej Szkoły Technicznej, który ukończył w 1928, po czym do 1933 pracował we Wszechzwiązkowym Instytucie Elektrotechnicznym, w 1929 opublikował swoją pierwszą pracę naukową. W 1933 został inżynierem w "Orgenergo", 1934-1937 zasiadał w radzie eksperckiej ds. seryjnych maszyn elektrycznych, od 1930 pracował jako wykładowca, 5 lipca 1941 został starszym pracownikiem naukowym Instytutu Automatyki i Telemechaniki, pracując w laboratorium w Moskwie, później na ewakuacji w Uljanowsku. W 1953 został członkiem korespondentem, a w 1960 członkiem rzeczywistym Akademii Nauk ZSRR. W 1951 objął funkcję dyrektora Instytutu Automatyki i Telemechaniki, którą pełnił do 1987, jednocześnie 1965-1978 był I zastępcą przewodniczącego Państwowego Komitetu ds. Nauki i Techniki. W 1959 mianowano go kierownikiem naukowym kompleksowej automatyzacji atomowych okrętów podwodnych. Był honorowym członkiem Węgierskiej i Czechosłowackiej Akademii Nauk.

## Odznaczenia i nagrody
- Medal Sierp i Młot Bohatera Pracy Socjalistycznej (27 listopada 1965)
- Order Lenina (dwukrotnie, 1956 i 1985)
- Order Rewolucji Październikowej (1975)
- Order Czerwonego Sztandaru Pracy (dwukrotnie, 1949 i 1971)
- Order Przyjaźni Narodów (1981)
- Nagroda Leninowska (1981)
- Nagroda Stalinowska (1951)

I medale.